# Nordvärmlandsleden

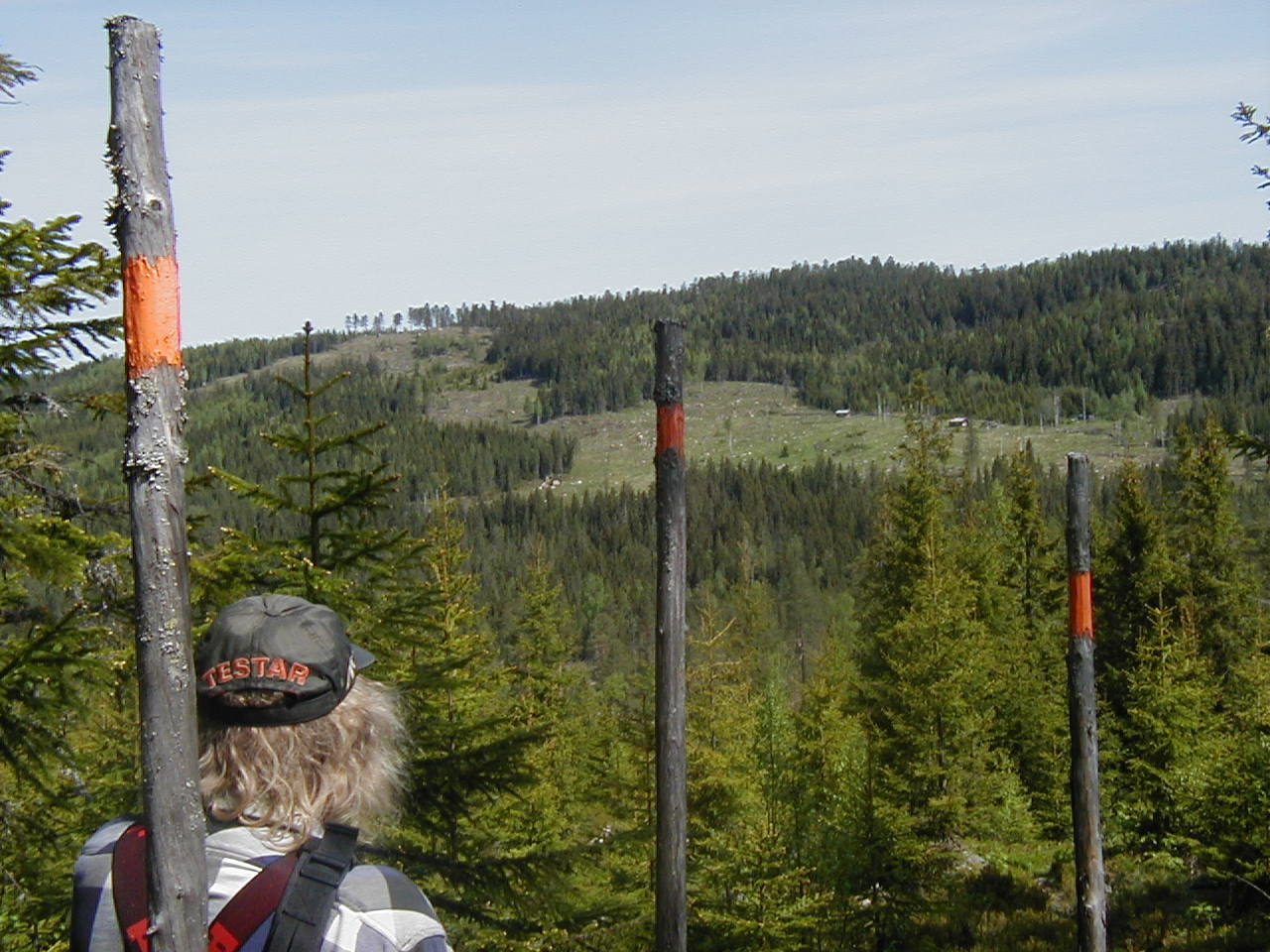
På leden mot Ransbysätern.

Nordvärmlandsleden är en vandringsled i norra Värmland, Torsby kommun. Den har tidigare hetat Värmlandsleden som numera är namnet på en cykelled.
Med anslutningar från Sysslebäck och Dalarna finns det 67 km orangemarkerad vandringsled. Nu har även två nya anslutningar tillkommit. Från Branäs går Gartosoftaleden västerut till Gransjöberget vid gränsen mot Norge och från Höljes går Knappleden upp till Bastuknappen som ligger högst upp i Värmlands nordvästra hörn. Båda ansluter till den 24 mil långa Finnskogleden som omväxlande går på båda sidor om riksgränsen. Ledens sträckning mellan Höljes och Bastuknappen är numera avstängd sedan kraftdammen byggdes om. Något som tyvärr inte är utmarkerat på kartor eller på själva leden.

## Vandring längs leden
Nordvärmlandsleden är bitvis rätt krävande. Längs leden finns rastplatser med vindskydd och övernattningsstugor. Leden passerar många sjöar och vattendrag med goda fiskemöjligheter.

## Galleri

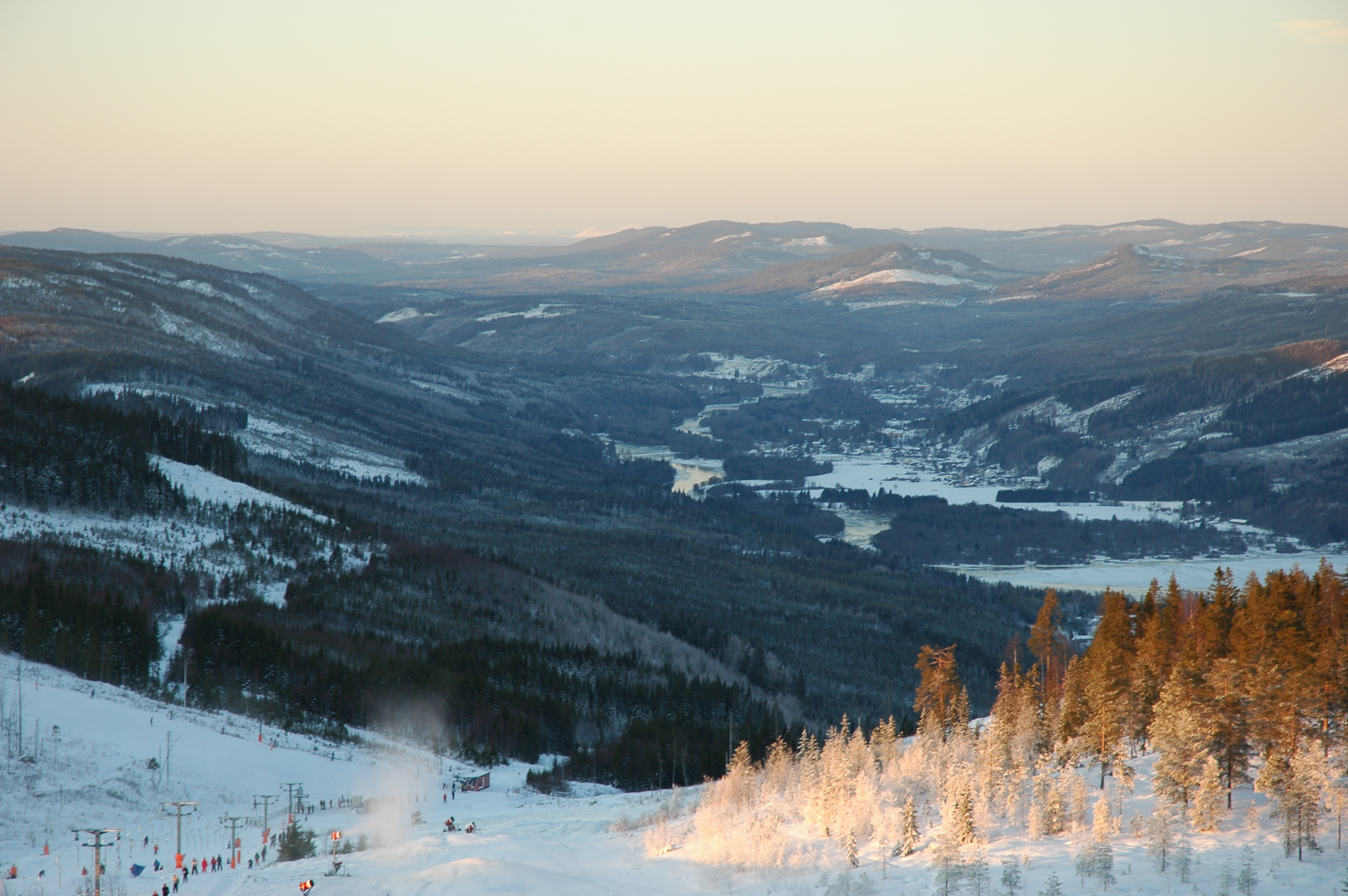
Vy från Branäsberget mot norr.
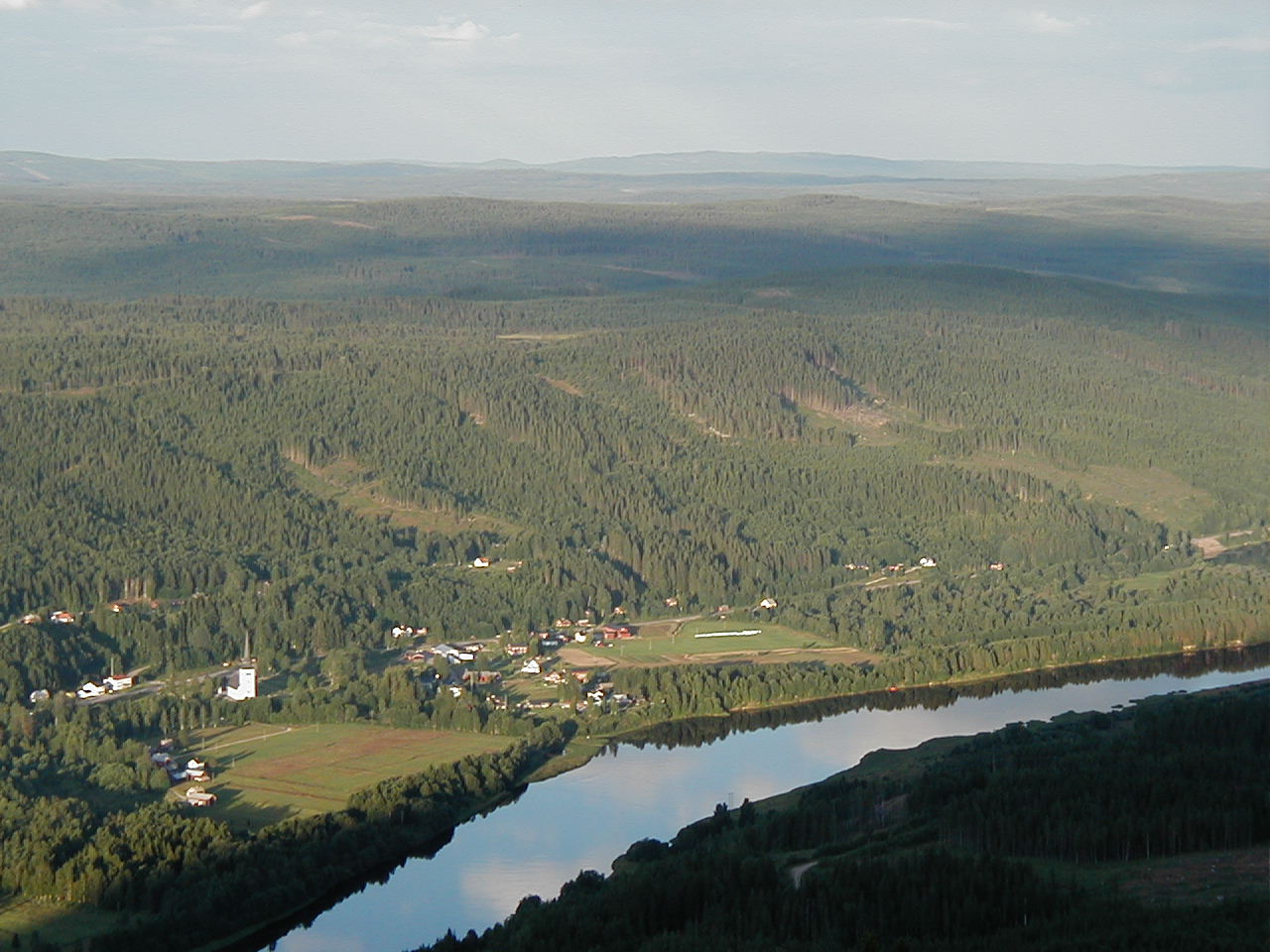
Vy från Branäsberget mot öster.
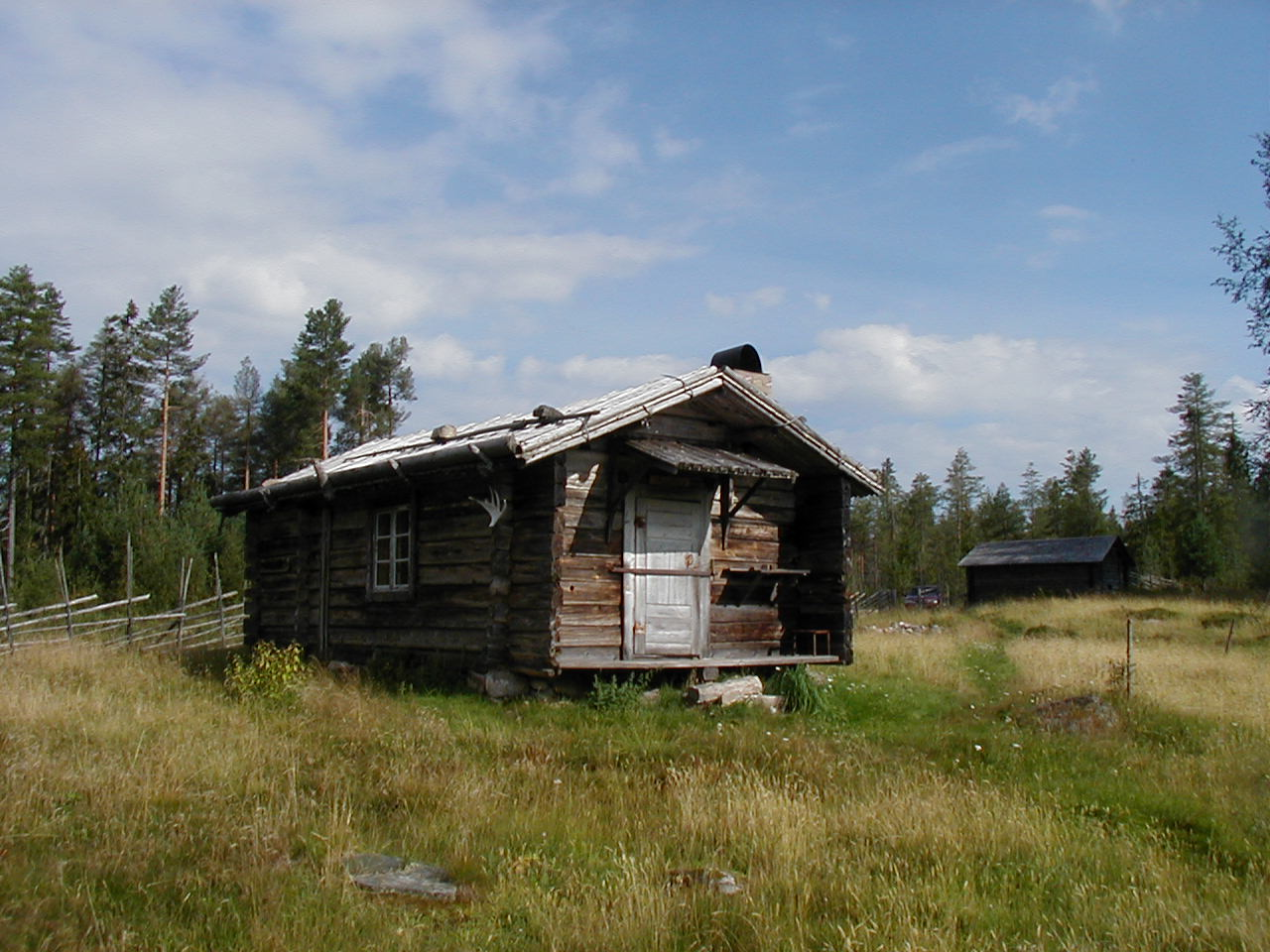
Övernattningsstuga vid Sannsätra.
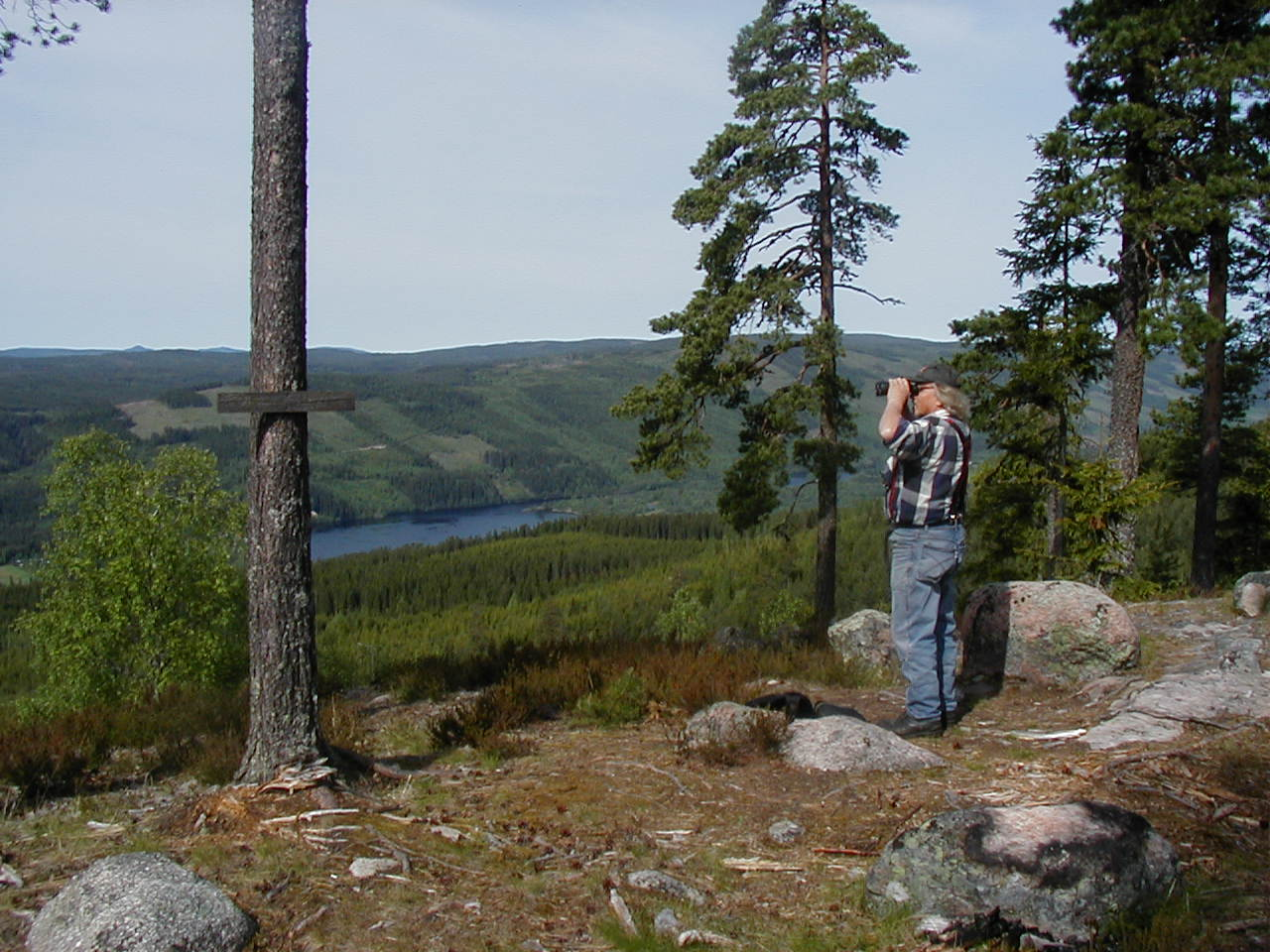
Vy från östra sidan av Klarälvdalen.
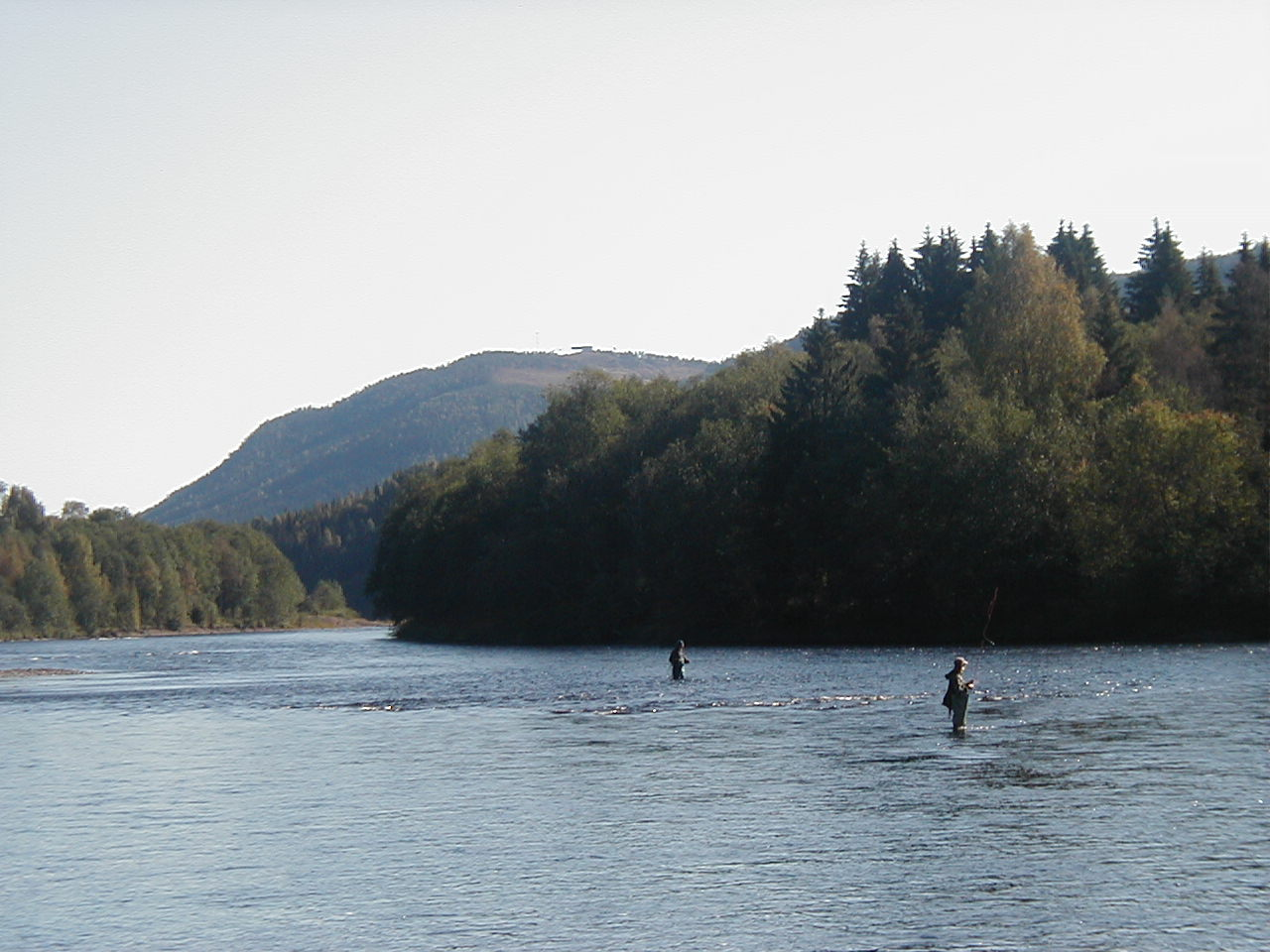
Harr-, öring- och laxvatten i Klarälven omedelbart ovan Vingängssjön. Branäsberget i fonden.